# Histoire Naturelle des Fraisiers
Histoire Naturelle des Fraisiers (abreviado Hist. Nat. Frais.) es un libro con ilustraciones y descripciones botánicas que fue escrito por el agrónomo y botánico francés Antoine Nicolas Duchesne y publicado en París en el año 1766.